# 甘特里施山
46°42′18″N 7°27′02″E / 46.705021°N 7.450432°E

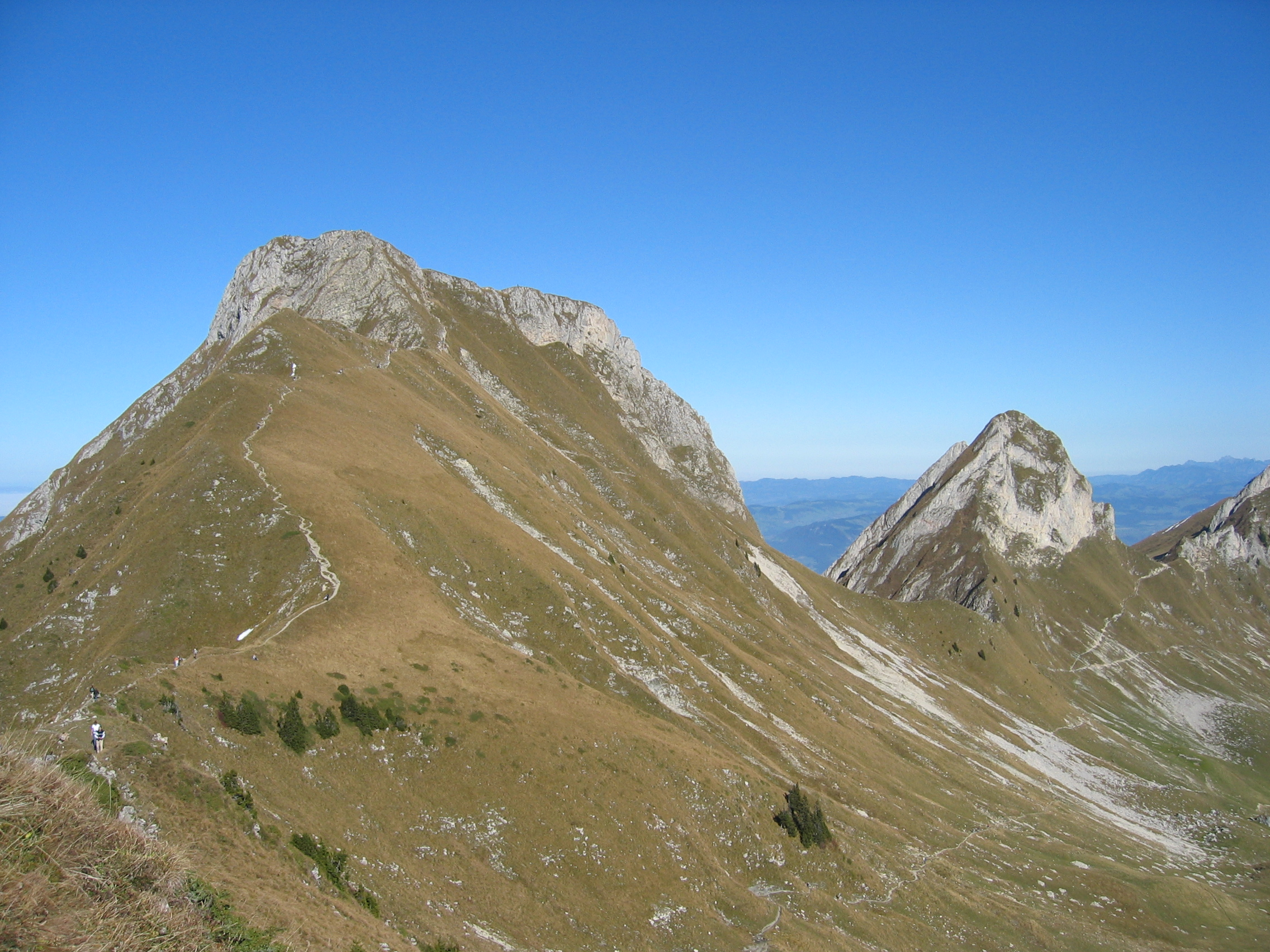

甘特里施山（Gantrisch），是瑞士的山峰，位於該國中部，由伯恩州負責管轄，屬於伯訥前阿爾卑斯山脈的一部分，海拔高度2,175米，每年平均降雨量1,703毫米。